# Mary (ville)
Pour les articles homonymes, voir Mary.
Mary est une ville du Turkménistan, la capitale de la province de Mary et le centre administratif du district de Mary. C'est l'ancienne Merv, ville-étape de la route de la soie, et l'antique Alexandrie de Margiane, d'après le nom de la région où Alexandre le Grand la fonda. Sa population s'élevait à 126 141 habitants en 2010.

## Géographie
Cette ancienne oasis du désert du Karakoum est établie sur le cours du Murgab, dont les eaux sont alors mêlées à celles de l'Amou-Daria pour former le canal du Karakoum, construit de 1954 à 1988.

## Histoire
La ville de Mary trouve ses origines au IVe siècle av. J.-C., ce qui en fait une des plus anciennes villes d'Asie centrale. Elle est fondée par Alexandre le Grand en -328 sous le nom d'Alexandrie de Margiane. Elle sert de base arrière lors des dures campagnes que mène Alexandre contre Spitaménès, dissident achéménide.
Elle est conquise au VIe siècle par les troupes musulmanes de Othmân ibn Affân. Yazdgard III est assassiné dans cette ville en 651 par le satrape qui siégeait à Mary (Merv de l'époque). Au Moyen Âge, elle devient une importante cité marchande en raison de sa position géographique privilégiée sur la route de la soie. Au XIXe siècle, l'Empire russe soumet à la vassalité le khanat de Boukhara, territoire dans lequel se trouve Mary. Après les Révolutions russes, la ville est intégrée à la République socialiste soviétique du Turkménistan. Après 1991 et l'indépendance du Turkménistan, elle est intégrée dans ce pays et perd de son importance.

## Transports
L'aéroport de Mary (code IATA : MYP • code OACI : UTAM) dessert la ville.

## Personnalités
- Edouard Assadov (1923–2004), poète russe
- Elena Bonner (1923–2011), russe, pédiatre, dissidente ; épouse d'Andreï Sakharov
- Aýgül Täjiýewa (1944–2009), femme politique turkmène
- Hydyr Saparlyýew (1958-), homme politique turkmène

## Jumelages
| Ville | Ville      | Pays | Pays            |
| ----- | ---------- | ---- | --------------- |
|       | Djeddah    |      | Arabie saoudite |
|       | Istanbul   |      | Turquie         |
|       | Samarcande |      | Ouzbékistan     |